# Медресе Жаннатмакон
Медресе Жаннатмакон (узб. Jannatmakon madrasasi) — утраченное здание медресе в Бухаре (Узбекистан), воздвигнутое в XVIII веке, в эпоху правления бухарского эмира Шахмурада.

## История
Медресе Жаннатмакон было построено Биби Отуном в XVIII веке в период правления бухарского эмира Шахмурада. Ученый-исследователь бухарской исламской архитектуры Абдусаттор Джуманазаров, изучив ряд вакфных документов, касающихся этого медресе, собрал некоторые сведения об истории медресе. По некоторым данным, это медресе построили по приказу эмира Шахмурада, которого современники уважали и называли его «Жаннат макон» (в переводе обозначает «достойный рая, любимец богов»). Однако в других документах указано, что медресе построила Биби Отун.
Согласно учредительным документам медресе имело одиннадцать комнат для студентов (худжра), комнату для занятий, чилляхану, внешний айван и портал. Медресе построено из жжёного кирпича и украшено ганчем. На западе от медресе Жаннатмакон находился двор Хазрат ишана Муллы Ниёзкули, к северу была улица, к востоку двор Мухаммада Юсуфходжи мударриса и улица между ними. Биби Отун, в качестве вакфа, пожертвовала медресе 3 таноба (стандартный земельный участок) сельскохозяйственной земли хурри холис в Холвагаронском районе, 2 мельницы рядом с ним и 3 мельницы в других местах района. Мударрисом медресе был назначен представитель тариката Накшбандия. Медресе было построено в традиционном исламском архитектурном стиле для Центральной Азии. До советской власти, медресе считалось одним из центров знаний, пропагандировавших идеи учения Накшбандия.